# Ichneumon cognator
Ichneumon cognator là một loài tò vò trong họ Ichneumonidae.